# بيت سريع (بني العوام)

تعديل مصدري - تعديل

بيت سريع هي إحدى قرى عزلة بني الذواد بمديرية بني العوام التابعة لمحافظة حجة، بلغ تعداد سكانها 119 نسمة حسب تعداد اليمن لعام 2004.